# Oued Jemaa
Oued Jemaa (franska: Oued Jemaa (CR), Oued Jemaa (Commune Rurale), arabiska: لمريجة) är en kommun i Marocko.   Den ligger i provinsen Taounate och regionen Fès-Meknès, i den nordöstra delen av landet, 190 km öster om huvudstaden Rabat. Antalet invånare är 9 983.